# Ballyshannon
Ballyshannon (Béal Átha Seanaidh in gaelico irlandese - la foce del guado Seannach) è un centro abitato del Donegal, nel nord-ovest della Repubblica d'Irlanda. Situata nella zona sud-occidentale della propria contea, a breve distanza dal confine con l'Irlanda del Nord e sulla congiunzione delle strade N3 e N15 posta sulla fiume Erne, Ballyshannon si vanta di essere la più antica cittadina d'Irlanda.
È nota per essere sede di un importante festival di musica blues-rock e per aver dato i natali al noto chitarrista Rory Gallagher.

## Toponomastica
Nonostante il nome fuorviante, Ballyshannon non ha nulla a che fare col fiume Shannon: l'abitato è infatti ben distante dal più lungo ed importante fiume d'Irlanda ed è paradossalmente attraversata invece dall'Erne.
Il toponimo Ballyshannon è in realtà l'anglicizzazione del termine gaelico Béal Átha Seanaidh che significa tuttavia "la foce del guado di Seannach". Il riferimento è alla vicina foce dell'Erne e alle via di comunicazione da sempre presenti ed importanti per la storia ed economia del centro, che costituiscono allo stesso tempo un attraversamento del fiume. Seannach era invece un guerriero celtico che qui fu assassinato nel V secolo.

## Posizione
Ballyshannon è situata sulla foce del fiume Erne che attraversa l'abitato prima di gettarsi nella Donegal Bay. Poco ad ovest del centro il fiume si allarga notevolmente formando un tortuoso estuario sabbioso.
La sponda settentrionale si innalza in maniera ripida rispetto al letto del fiume, mentre quella meridionale è piatta e forma una piccola rupe che corre parallela al corso d'acqua. 
Dalla sua posizione particolare, Ballyshannon offre vedute suggestive sull'estuario, sull'oceano nonché sulle montagne, i laghi e le foreste circostanti.
Il centro storico dell'abitato si articola sul fianco di un colle ed è pertanto caratterizzato da una strada principale che si suddivide in due procedendo in salita.

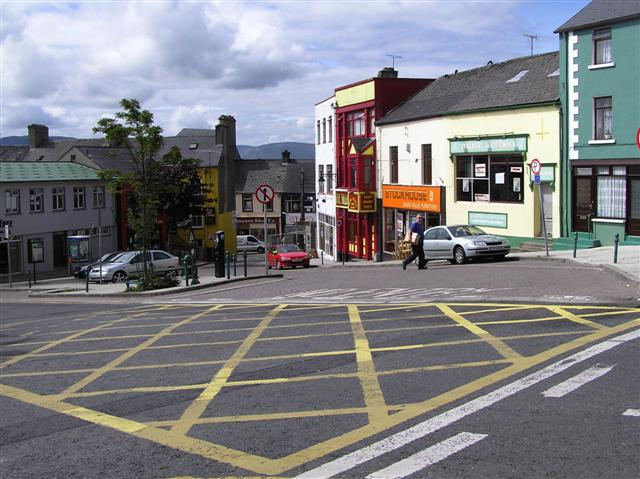
La parte alta del centro di Ballyshannon, tutto sviluppato in pendenza
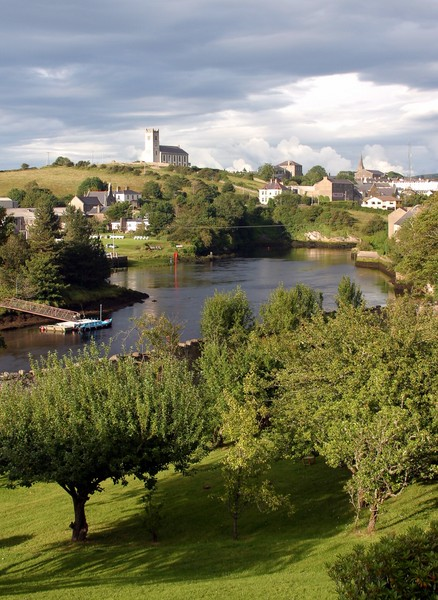
L'Erne a Ballyshannon
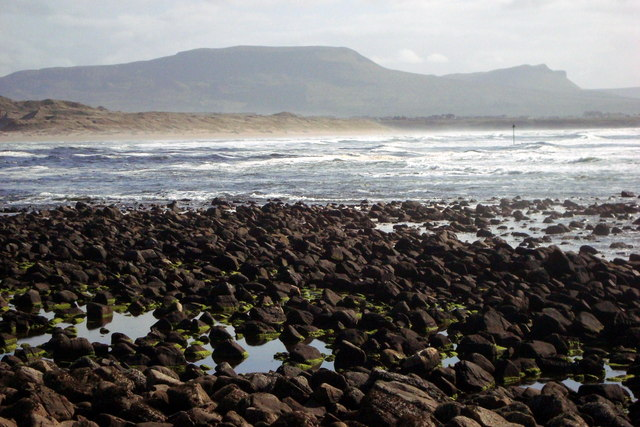
Spiaggia di Kildoney

## Storia
Analogamente a quanto accade per il resto della propria contea e della vicina Sligo, l'area di Ballyshannon è ricca di siti archeologici preistorici e non, i primi risalenti soprattutto al Neolitico (4000-2500 a.C.). In particolare sono stati rinvenuti insediamenti molto antichi e luoghi di culto primordiali. I ritrovamenti spaziano dai cosiddetti fulachta fiadh (dei tumuli sotterranei) dell'Età del Bronzo (2500-500 A.C.) fino ad una possibile sentiero di bosco risalente al primo Neolitico. Piuttosto affascinante è stata anche la scoperta di una chiesa medievale fino a poco tempo fa sconosciuta contenente centinaia di scheletri che sono stati datati tra il 1100 ed il 1400. Questo sito ha celato numerosi artefatti tra i quali dei cosiddetti silver long cross pennies e halfpennies (monete antiche) che risalgono al regno di Enrico III (1251–1276) ed Edoardo I (c.1280–1302). Tra gli altri oggetti rinvenuti si possono annoverare perline d'ossa e pezzi di quarzo trovati posti sulle mani di alcuni scheletri.
Numerosi altri siti provenienti da vari periodi sono presenti o si presuma esistano, tra i quali una tomba neolitica e la lapide di Áed Ruad, Supremo Re d'Irlanda, sulla quale si suppone sia stata costruita la chiesa di St. Anna (Church of Ireland), proprio nella parte più alta dell'abitato, la zona di Mullgoose. Niente è rimasto tuttavia a testimoniare la presenza della tomba, posto che l'ultima porzione del vecchio tumulo di Mullaghnashee è stato ricoperto nel 1798 a seguito della costruzione di un forte sulla sommità della collina. Sia il cimitero che la fossa per i poveri del XVIII secolo vengono chiamati Sidh Aedh Ruaidh, traducibile come "Incantato Tumulo di Red Hugh". Lo sheeman (anglicizzazione del corrispettivo gaelico sidh) a Mullgoose significa "fate". La credenza popolare del resto vuole che l'interno delle colline in questione sia la dimore di esseri fatati, ripresi in tante tradizioni locali che vogliono popolate di fate anche le dune di Finner nella zona di Wardtown.